# Послесвечение

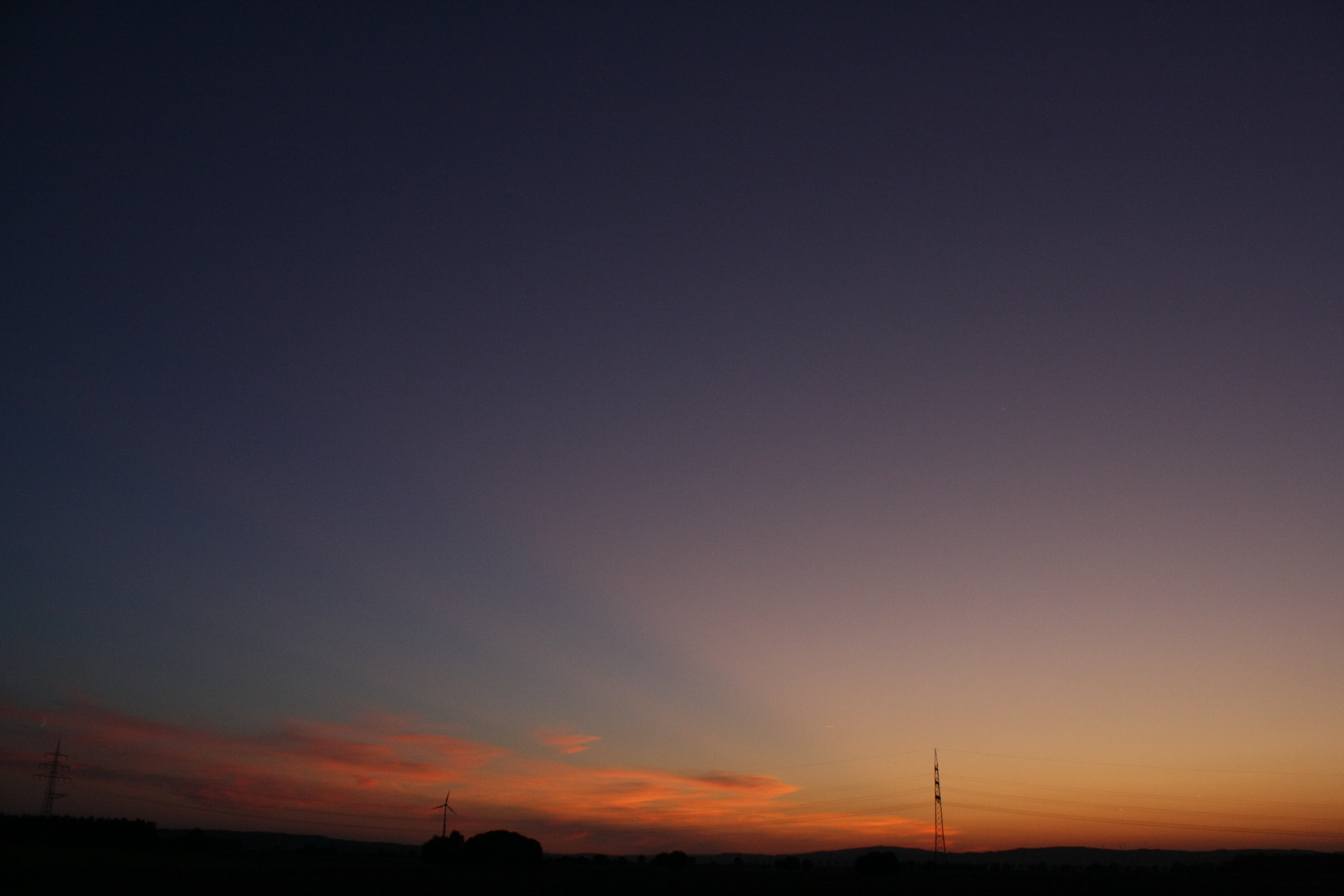
Послесвечение с его ярким сегментом и фиолетовым светом вверху, пронизываемое сумеречными лучами.

Послесвечение (англ. Afterglow) — явление в метеорологии. Послесвечение состоит из нескольких атмосферных оптических явлений, с общим определением как широкая арка беловатого или розоватого солнечного света в сумеречном небе, состоящая из яркого сегмента и фиолетового света. Фиолетовый свет в основном возникает, когда Солнце находится на 2—6° ниже горизонта, от гражданских до навигационных сумерек, в то время как яркий сегмент длится до конца навигационных сумерек. Часто послесвечение наблюдается после извержения вулкана, так как свет особым образом рассеивается в атмосфере мелкими твёрдыми частицами (пылью).
Термин Afterglow используется только в англоязычной метеорологии.
Частный случай послесвечения — «альпийское сияние», в этом случае вместо беловатых или розоватых оттенков преобладают золотисто-красные.
Солнечный свет достигает Земли в гражданских сумерках во время «золотого часа» интенсивно в своём низкоэнергетическом и низкочастотном красном спектре. В течение этой части гражданских сумерек после захода солнца и перед рассветом красный солнечный свет остаётся видимым, рассеиваясь через частицы в воздухе. Обратное рассеяние, возможно, после отражения от облаков или высокогорных снежников, кроме того, создаёт красноватый или розоватый свет. Высокоэнергетический и высокочастотный спектр синего света широко рассеивается, создавая более глубокий синий свет навигационных сумерек до или после красноватого света гражданских сумерек, в то время как в сочетании с красноватым светом получается фиолетовый свет. Этот период доминирования синего цвета называется «синим часом» и, как и «золотой час», очень ценится кинематографистами, фотографами и художниками.
После извержения вулкана Кракатау в 1883 году по всему миру продолжительное время фиксировались примечательные красные закаты. Огромное количество чрезвычайно мелкой пыли было поднято на большую высоту взрывом вулкана, а затем разнесено по всей Земле сильными ветрами. Картина Эдварда Мунка «Крик» (1893) изображает, скорее всего, именно один из этих «красных закатов».

## Галерея

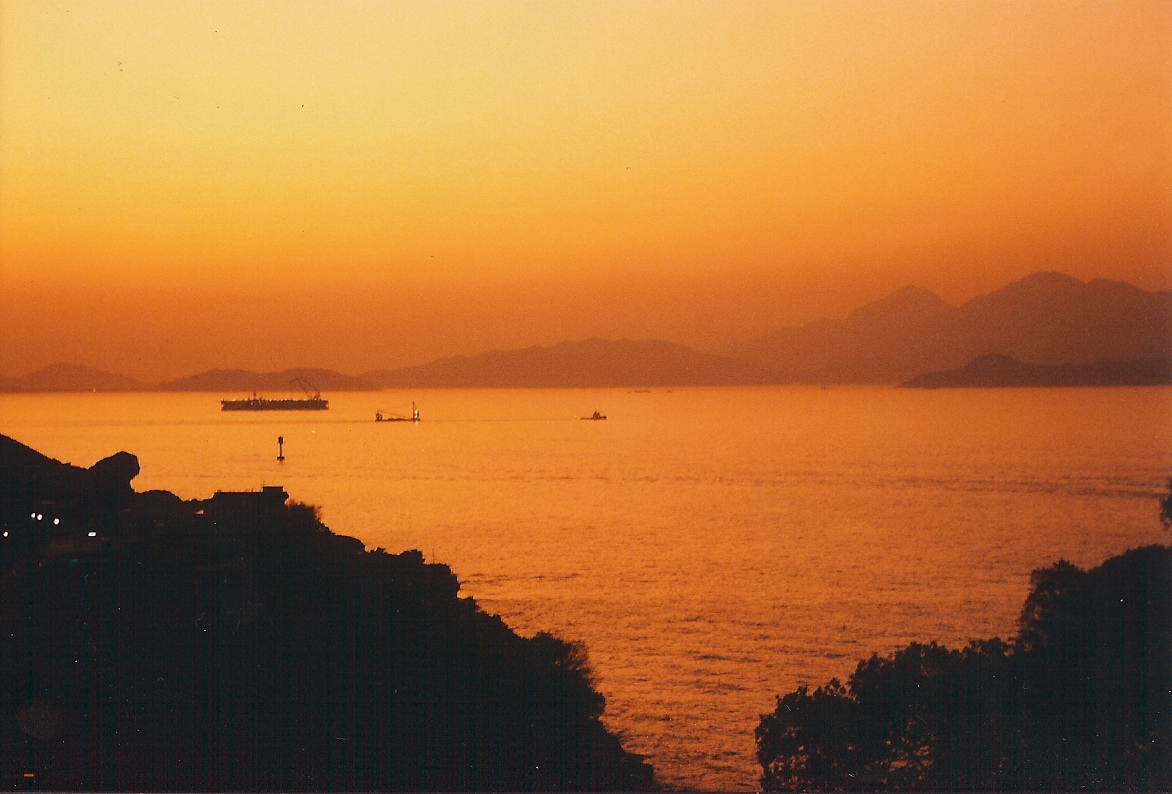
Закат в Гонконге после извержения Пинатубо в 1991 году
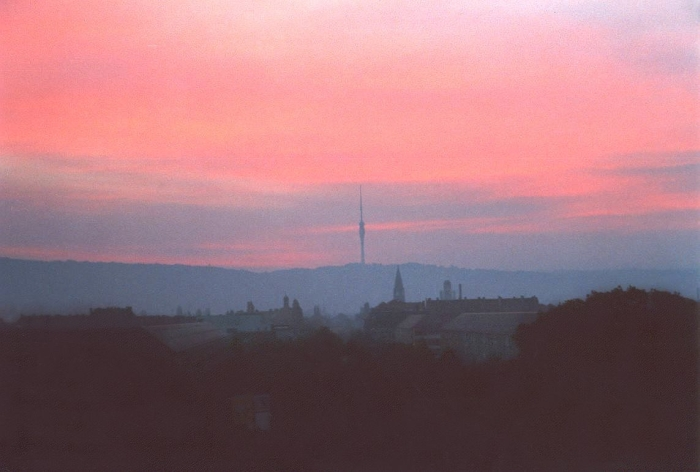
Закат в Дрездене (Германия), май 2003 года.
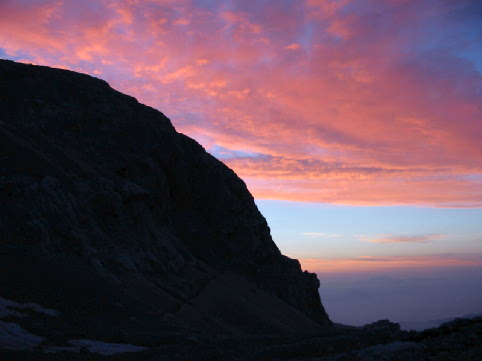
Закат в горах, окружающих долину Триглавских озёр[словен.] (Словения).
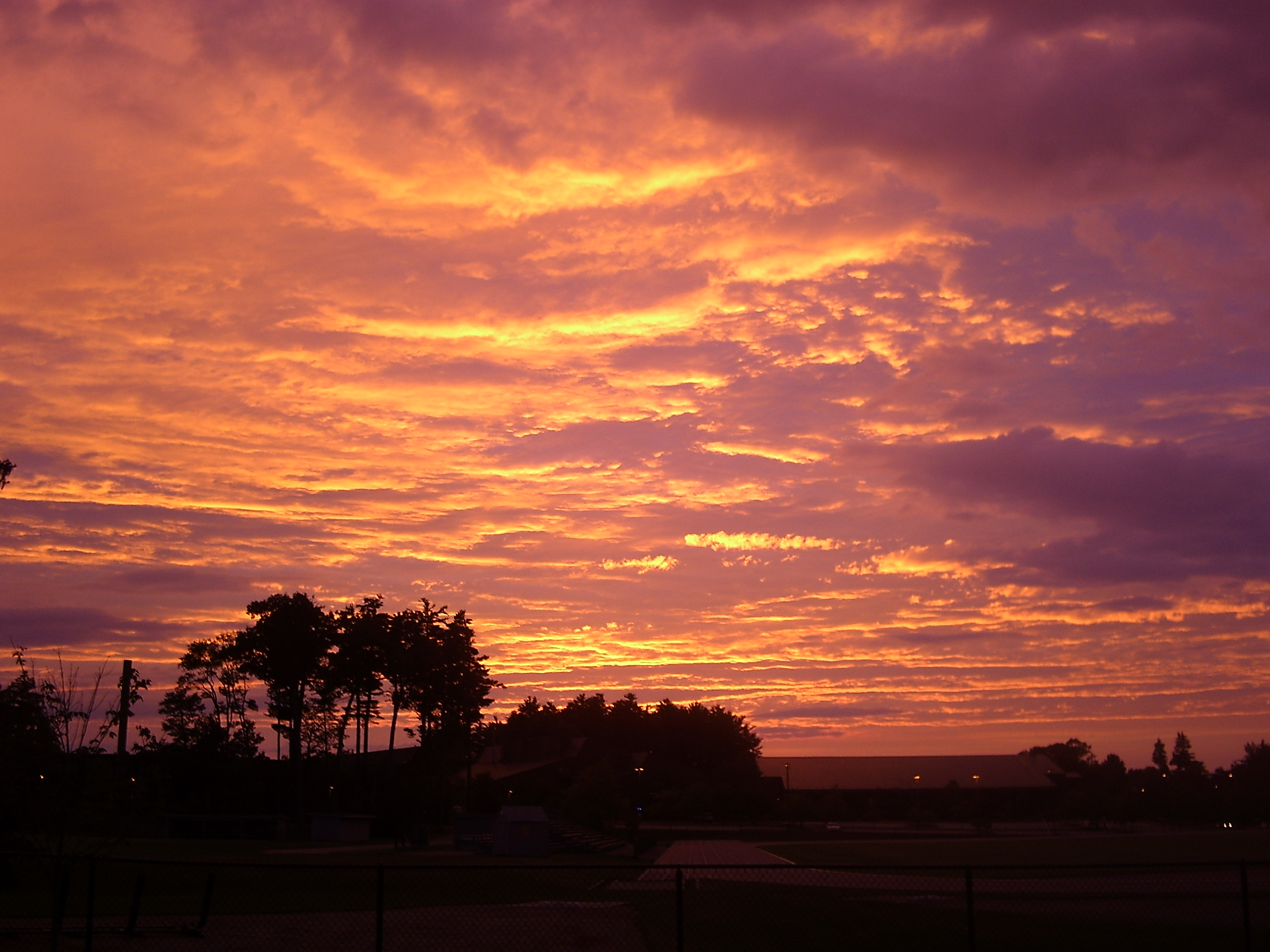
Закат над спортплощадкой Бейтского колледжа в Льюистоне (Мэн, США), июль 2008 года.
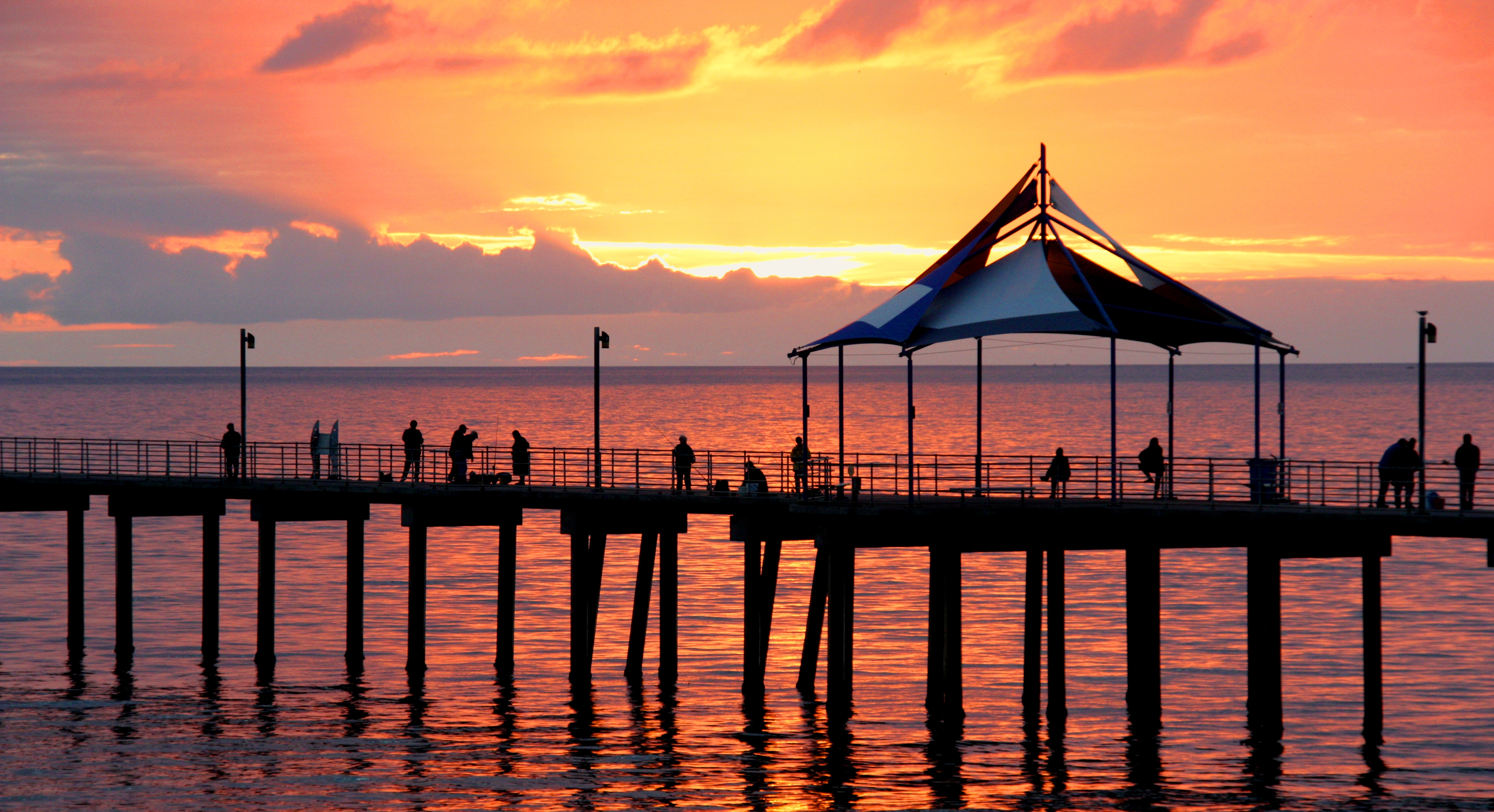
Закат над пирсом Ноарлунга (Австралия), июнь 2010 года.
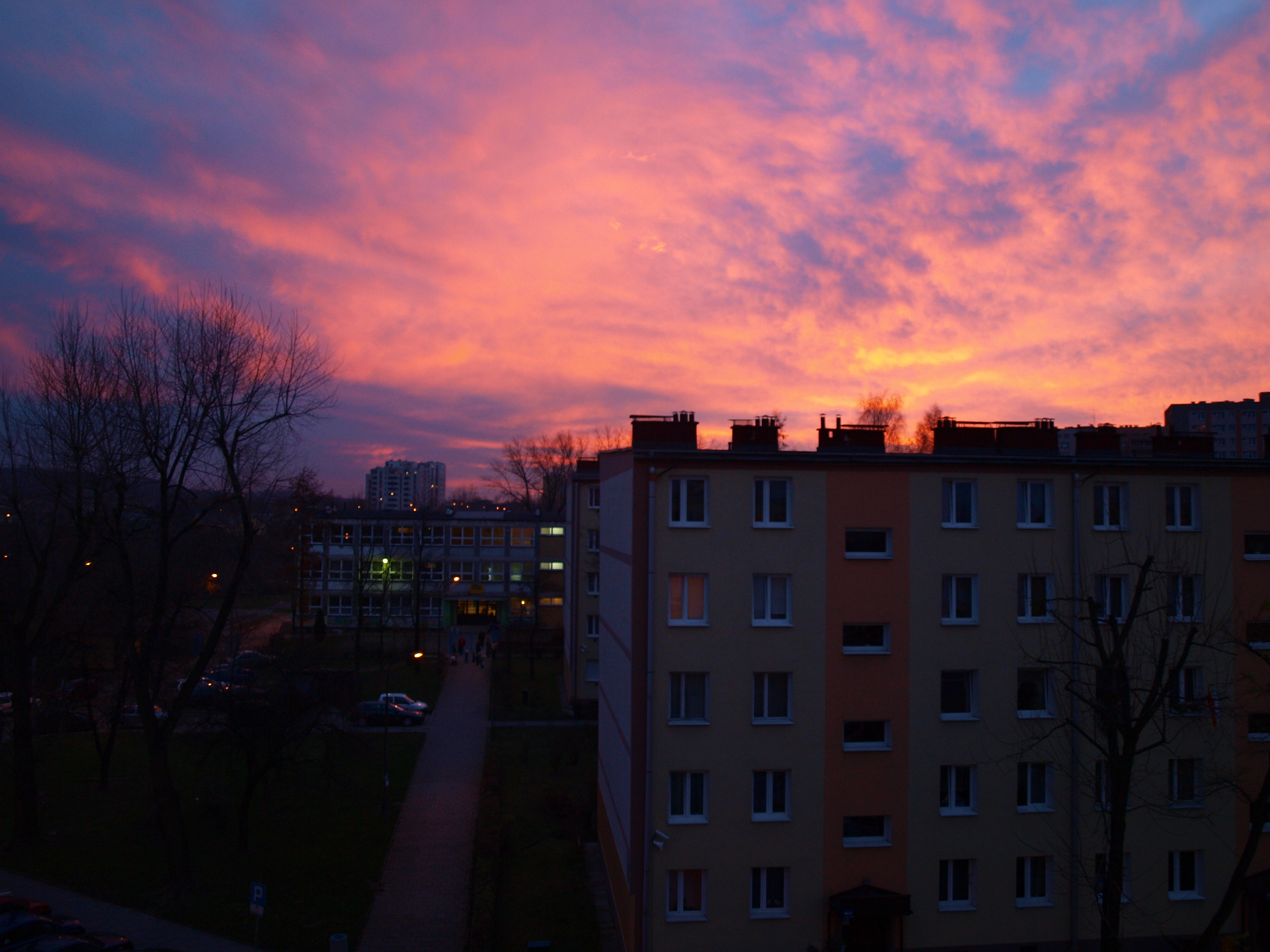
Закат в Кракове (Польша), ноябрь 2010 года.
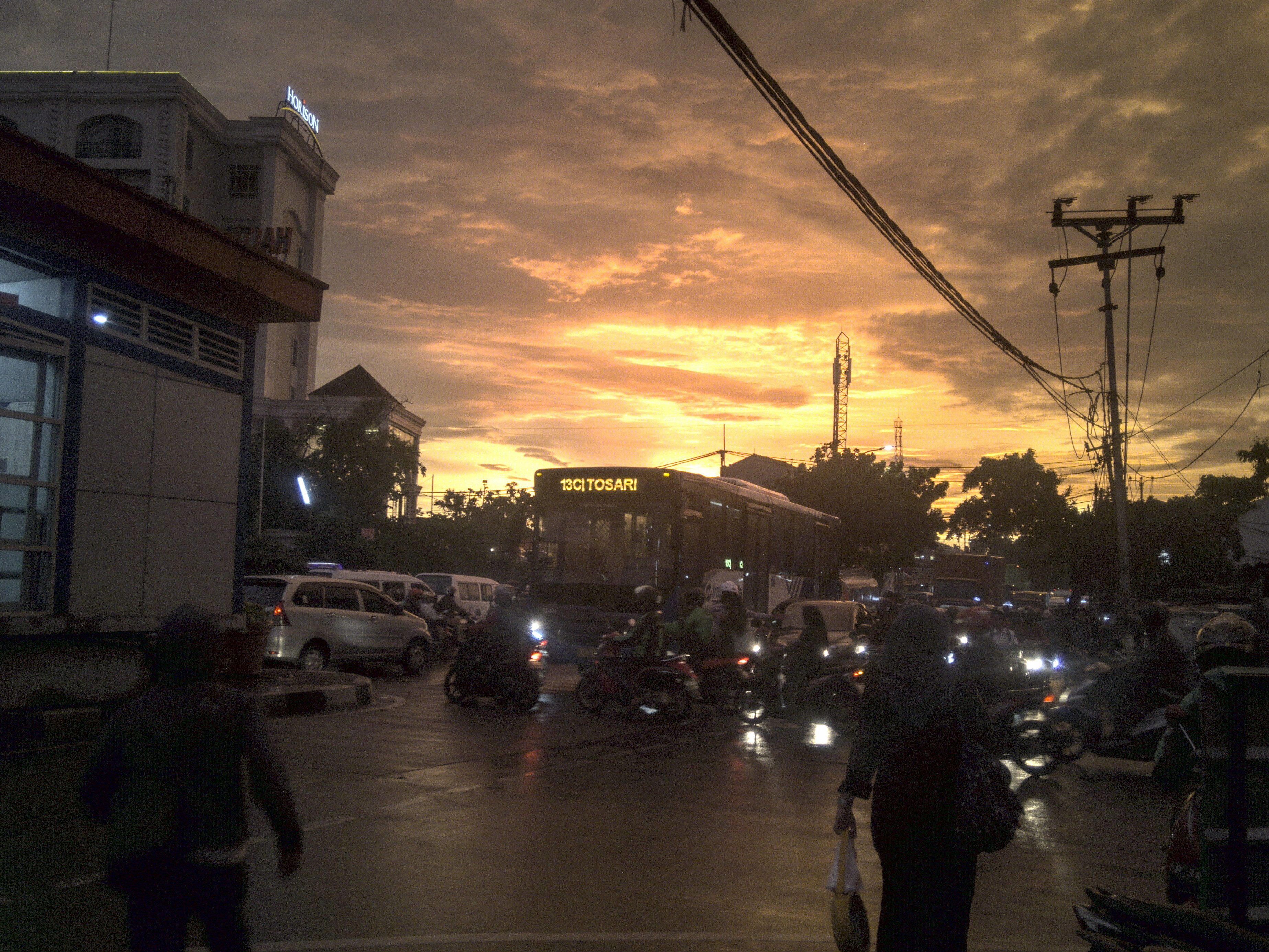
Закат в Южной Джакарте[англ.] (Индонезия), февраль 2019 года.
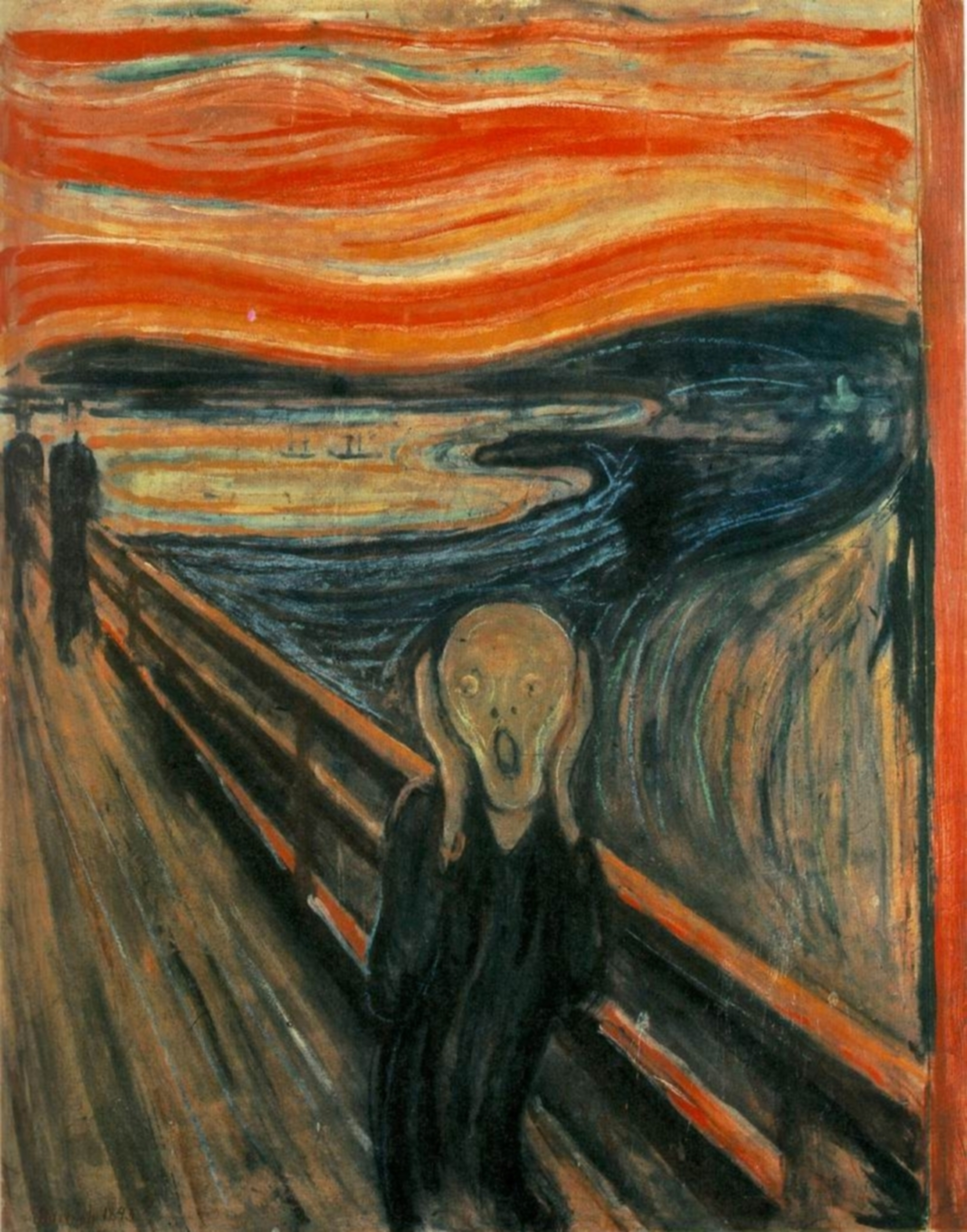
Эдвард Мунк. «Крик» (1893)